# Idmon
Pour les articles homonymes, voir Idmon (homonymie).
Dans la mythologie grecque, Idmon (en grec ancien Ίδμων / Idmôn) est un devin, grand-père de Calchas qui prit part à l'expédition des Argonautes, accompagné de son fils Thestor.

## Famille
Chez Apollonios de Rhodes, Idmon est un fils d'Apollon et a pour père humain Abas ; il est originaire d'Argolide. Il tient d'Apollon ses dons d'augure et de devin. Au moment de rejoindre les Argonautes, il sait qu'il est destiné à périr au cours de l'expédition, mais y prend part tout de même. De fait, lors de l'escale des Argonautes chez le roi Mariandynes Lycos, Idmon est blessé mortellement à la cuisse par un sanglier géant qui rôdait dans un marais voisin. Le sanglier est ensuite tué par Idas. Les Argonautes honorent Idmon par trois jours de deuil, lui font des funérailles magnifiques et des sacrifices et lui dressent un tombeau.
Dans ses propres Argonautiques, Valerius Flaccus fait lui aussi d'Idmon un fils d'Apollon originaire d'Argos et qui connait sa destinée à l'avance, mais Idmon meurt de maladie et non d'une blessure.
Le pseudo-Apollodore ne mentionne pas Idmon explicitement lorsqu'il dresse son catalogue des Argonautes, mais il le cite pour indiquer sa mort, et adopte alors la version de la blessure du sanglier ; il n'indique rien sur Idmon en dehors de sa qualité de devin.
Dans ses Fables, Hygin mentionne les deux pères possibles d'Idmon (Apollon et Abas) et indique, dans le cas où il est fils d'Apollon, que sa mère est la nymphe Cyrène. Chez Hygin également, Idmon se joint aux Argonautes en sachant à l'avance qu'il mourra pendant l'expédition, et il est tué par le sanglier pendant leur séjour chez Lycos.
| Relation | Noms                  | Sources    | Sources    | Sources | Sources | Sources            |
| -------- | --------------------- | ---------- | ---------- | ------- | ------- | ------------------ |
| Relation | Noms                  | Pherecydes | Apollonius | Hyginus | Orphic  | Schol. ad Apollon. |
| Parents  | Apollon et Asteria    | ✓          |            |         |         | ✓                  |
| Parents  | Apollon               |            | ✓          |         |         |                    |
| Parents  | Abas                  |            | ✓          |         |         |                    |
| Parents  | Apollon et Cyrène     |            |            | ✓       |         |                    |
| Parents  | Abas et Cyrène        |            |            | ✓       |         |                    |
| Parents  | Apollon et Antianeira |            |            |         | ✓       |                    |
| Épouse   | Laothoe               |            |            |         |         | ✓                  |
| Enfants  | Thestor               |            |            |         |         | ✓                  |

## Culte
En 559 av. J.-C., les citoyens de Megara Heraclea (aujourd'hui Eregli) construisirent un temple sur le tombeau d'Idmon.

## Autres sources
- Scholies à Apollonios de Rhodes, I, 139 ; II, 815 ; III, 525 ; III, 1372 ; IV, 76.
- Valerius Flaccus, Argonautiques [détail des éditions] [lire en ligne], I, 360 et suiv. ; IV, 546.